# سنجاي سينغ
سنجاي سينغ (بالإنجليزية: Sanjay Singh)‏ هو سياسي هندي، ولد في 25 سبتمبر 1951 في الهند. حزبياً، نشط في المؤتمر الوطني الهندي وبهاراتيا جاناتا. وقد انتخب عضو الجمعية التشريعية في أتر برديش ‏ وانتخب عضو راجيا سابها ‏ عن دائرة Assam ‏ وقد انضم خلال فترته النيابية  للكتلة البرلمانية المؤتمر الوطني الهندي وانتخب عضو لوك سابها ‏.